# Phoenix Park Racecourse
Il Phoenix Park Racecourse è stato un ippodromo irlandese, situato nella zona Nord-occidentale di Dublino, sul lato settentrionale di Phoenix Park. La struttura fu fondata da J.H.H. Peard e le corse iniziarono nel 1902.
Dal 1939 al 1950 la pista fu gestita dal figlio di Mr Peard, Harry e poi dalla vedova di quest'ultimo, Fanny. In seguito fu da essa venduta ad un consorzio comprendente Vincent O'Brien e Robert Sangster. A causa di difficoltà finanziarie l'impianto venne chiuso nel 1990.
Molte delle gare oramai tipiche in Irlanda nacquero a Phoenix Park. Importanti furono anche le corse di gruppo, che resero famoso Phoenix Park nel mondo delle corse.